# V819 Геркулеса
V819 Геркулеса (лат. V819 Herculis), HD 157482 — кратная звезда в созвездии Геркулеса на расстоянии приблизительно 230 световых лет (около 70,8 парсек) от Солнца. Возраст звезды определён как около 950 млн лет.
Пара третьего и четвёртого компонентов — двойная затменная переменная звезда типа Алголя (EA). Видимая звёздная величина звезды — от +5,63m до +5,51m. Орбитальный период — около 2,2296 суток*.

## Характеристики
Первый компонент (WDS J17217+3958A) — жёлтая вращающаяся переменная звезда типа BY Дракона (BY) спектрального класса G8III-IV*, или G8III*. Видимая звёздная величина звезды — +6,42m. Масса — около 2,243 солнечной, радиус — около 5,74 солнечного, светимость — около 27,617 солнечной. Эффективная температура — около 5948 K.
Второй компонент — красный карлик спектрального класса M. Масса — около 182,74 юпитерианской (0,1744 солнечной). Удалён в среднем на 1,958 а.е..
Третий компонент (WDS J17217+3958Ba) — жёлто-белая звезда спектрального класса G0III-IV, или F7V, или F8V*, или F8*, или F9Vn. Масса — около 1,75 солнечной, светимость — около 15,849 солнечной. Эффективная температура — около 6457 K. Орбитальный период — около 2019,66 суток (5,5295 года). Удалён на 0,1 угловой секунды (5,1493 а.е.).
Четвёртый компонент (WDS J17217+3958Bb) — жёлто-белая звезда спектрального класса F2V**. Масса — около 1,6 солнечной, светимость — около 7,586 солнечной. Эффективная температура — около 7079 K.